# Nadogo FC
El Nadogo Football Club o Nadogo FC es un club de fútbol fiyiano que juega la Segunda División de Fiyi, el segundo nivel del fútbol de Fiyi.

## Historia
El club fue fundado el 1960, a pesar de nunca haber disputado la Liga Nacional de Fiyi; consiguió un título de 1989 de la IDC Senior League.

## Vestuario
Su uniforme incluye camisa verde oliva.

## Palmarés
- IDC Senior Divison:1/1

Campeón: 1989
Subcampeón: 2010